# Weselin Metodiew
Weselin Metodiew Petrow, bułg. Веселин Методиев Петров (ur. 3 listopada 1957 w Silistrze) – bułgarski historyk i polityk, w latach 1997–1999 wicepremier oraz minister edukacji i nauki, poseł do Zgromadzenia Narodowego.

## Życiorys
Ukończył studia historyczne na Uniwersytecie Sofijskim im. św. Klemensa z Ochrydy. W 1990 uzyskał stopień naukowy doktora, w 2000 został docentem. Pracował na różnych stanowiskach w archiwach państwowych, w tym od 1990 jako ich kierownik. Był jednym ze współzałożycieli Nowego Uniwersytetu Bułgarskiego, jednej z pierwszych prywatnych placówek edukacyjnych w Bułgarii, objął funkcję prorektora tej uczelni.
W 1990 zaangażował się w działalność polityczną w ramach Partii Demokratycznej, wchodzącej w skład Związku Sił Demokratycznych, w 1995 został jej wiceprzewodniczącym. W wyniku wyborów w 1994 wszedł w skład Zgromadzenia Narodowego 37. kadencji, mandat poselski uzyskał ponownie w 1997 na 38. kadencję.
Po wygraniu wyborów parlamentarnych w 1997 przez Zjednoczone Siły Demokratyczne Weselin Metodiew wszedł w skład rządu Iwana Kostowa jako wicepremier oraz minister edukacji i nauki. Został odwołany z tych stanowisk w grudniu 1999 w trakcie rekonstrukcji gabinetu. Od 2000 do 2001 stał na czele rady naczelnej Partii Demokratycznej. W 2001 znalazł się poza parlamentem. W 2004 przeszedł do utworzonej przez Iwana Kostowa partii Demokraci na rzecz Silnej Bułgarii, obejmując w niej funkcję wiceprzewodniczącego. We władzach tego ugrupowania zasiadał do 2012.
W latach 2005–2013 ponownie sprawował mandat poselski jako deputowany 40. i 41. kadencji Zgromadzenia Narodowego. Wycofał się później z aktywnej działalności partyjnej, powracając do pracy naukowej.